# Érika Salvatierra
Érika Salvatierra (Santa Cruz de la Sierra, Bolivia; 3 de mayo de 1990) es una futbolista boliviana. Juega de defensa y su equipo actual es el Águilas F. C. de España. Es internacional absoluta por la selección de Bolivia

## Trayectoria
En 2012, junto al equipo femenino de la Universidad Cruceña, Salvatierra ganó el Nacional Femenino y clasificó al equipo a la Copa Libertadores Femenina 2012.
En 2015 migró a España, donde jugó por clubes del ascenso español.
En 2019 firmó contrato en el Club América de México.
El 8 de enero de 2022, fichó en el Águilas F. C..

## Selección nacional
Salvatierra fue internacional por Bolivia a nivel juvenil. Disputó el Campeonato Sudamericano Femenino Sub-20 de 2008.
A nivel adulto, disputó el Campeonato Sudamericano Femenino de 2006 y la Copa América Femenina 2022.

## Clubes
| Club                | País    | Año       |
| ------------------- | ------- | --------- |
| Universidad Cruceña | Bolivia | 2010-2013 |
| Discóbolo La Torre  | España  | 2015-2016 |
| Lorca Féminas       | España  | 2016-2017 |
| Aldaia              | España  | 2017-2018 |
| Pozoalbense         | España  | 2018-2019 |
| Club América        | México  | 2019-2020 |
| Maritim             | España  | 2020-2021 |
| Águilas F. C.       | España  | 2022-act. |